# オレンジアタッカーズ
オレンジアタッカーズ（オレンジアタッカーズ）は、兵庫県神戸市を本拠地に活動していた、女子バレーボールのプロチームである。獲得タイトル計11回。
なお、この項目では、前身チームである、ダイエーオレンジアタッカーズについても述べる。

## 来歴
1982年11月、日本の大手スーパー・ダイエーの社内レクリエーション活動の一環として女子バレーボールの実業団チーム「ダイエー女子バレーボール部・オレンジアタッカーズ」としてスタート。本拠地をダイエー本部のある神戸市においていた。
1983年4月、チーム始動。全日本実業団6人制優勝大会で優勝し、地域リーグ入り。翌1984年、第4回地域リーグ優勝。第16回実業団リーグで全勝優勝を飾り、最短で日本バレーボールリーグ昇格を果たす。1985～1986年の第19回日本リーグでいきなり準優勝と健闘したが、そのシーズン中の1986年1月24日の対日立戦で、フロー・ハイマン（元ロサンゼルス五輪アメリカ代表）が試合中に倒れ急死するというアクシデントにも見舞われた。1986年、1992年の、黒鷲旗全日本選手権で優勝。日本リーグでは着実に上位進出をするも、優勝までには至らなかった。

### 日本リーグからVリーグへ、念願の優勝
従来の日本リーグから1994/95シーズンにリニューアルした第1回Vリーグでは、リーグ途中に阪神・淡路大震災の被害に遭う非常事態の中、「がんばろうKOBE」を合言葉に団結し、チームの悲願である優勝を勝ち取った。
念願だったチャンピオンの座を手中に収めて以降、Vリーグは1997/1998シーズンの第4回大会で優勝、1996年、1998年の黒鷲旗全日本選手権で優勝するなど、強豪チームとしての地位を確たるものとした。
この時期のダイエーは、エース山内美加を中心に、移籍で加入した吉原知子や坂本清美、斎藤真由美といった日本代表クラスの選手を抱える他、ミレーヤ・ルイス(キューバ)やポーラ・ワイショフ(アメリカ)といった世界のスター選手を助っ人選手として迎え、まさに「スター軍団」と呼ぶに相応しいチーム構成であった。この事も「ダイエー=強い」というイメージを植え付ける要因になっていたといえる。

### ダイエー休部・プロチームへ
しかし、折からの不況でダイエー本体がダメージを受けており、これを理由に第4回Vリーグの最中であった1998年1月にチームの休部が発表された。
このリーグでは開幕から好調をキープしていた。そんな中での休部発表は、チームの勢いに水を差すのではないかという心配をよそに、休部報道後も勝ち星を連ね、最終的に2度目のリーグ優勝を果たす。「ダイエーとしての有終の美を」という選手の意思が生んだ結果であり、試合後、チームの旗を手に会場を駆け回る選手の姿はファンの感動を呼んだ。
Vリーグ優勝を果たしたチームは、試合直後の祝賀会での中内㓛ダイエー会長兼社長（当時）の提言により、新チームでの存続の道を探ることとなった。
当初目指していた独立採算型のプロチーム設立は断念したが、グループ会社のダイエーコミュニケーションズがチームを引き受ける事になり、1998年6月1日、日本バレー界初のプロチーム・オレンジアタッカーズが誕生した。
新生オレンジアタッカーズは積極的に広報活動を行い、選手たちもこれに積極的に参加した。一般向けファンクラブ設立やグッズ販売、イベント開催などは、当時としては珍しく、こうした面でもバレーファンから注目を浴びる事となった。
オレンジアタッカーズとして初めて迎えたVリーグ（第5回・1998/99年）は大村加奈子や高橋幸子といった若手がレギュラーに起用され、開幕5連勝と出だしは好調だったが、後半に突如大ブレーキ。10勝8敗と勝ち越しながら5位に終わる。直後の黒鷲旗では優勝し、2連覇を果たすが、この大会限りでヨーコ・ゼッターランドが引退。アリー・セリンジャー監督も退任し、更に吉原知子、斎藤真由美、佐々木みきといった中心選手も退部してチームは一気に窮地に追い込まれる。ここで中心になったのは、既にレギュラーとなっていた満永ひとみや大村加奈子をはじめとした若手選手（チーム名になぞらえ、一部では若手アタッカーズとも呼ばれていた）であった。
迎えた第6回Vリーグでは、チャンスを得た選手たちが力を発揮。前年と同じ10勝8敗の成績を挙げたが、またしても5位に終わった。しかし、初レギュラーとなった先野久美子がスパイク賞とベスト6を獲得する活躍を見せた他、同じく初レギュラーの鶴田桂子、関井陽子も活躍した。

### オレンジの終焉、久光へ
しかし、クラブチームとしてのオレンジアタッカーズも経営的に厳しい状況が続いていた。そんな中、2000年5月の黒鷲旗を終えた直後に久光製薬とチームのスポンサード契約を結んだことが発表される。同時にチーム名を「久光製薬スプリングアタッカーズ」と変更。ダイエー時代から続く「オレンジアタッカーズ」の歴史に幕を下ろし、新たなチームとして始動することとなった。ただ、チーム統合後も2022年まではチーム所在地・加盟地域協会は佐賀県としながらも、練習拠点はこの名残により神戸市に置かれていた。2023年から練習拠点をチーム所在地と同じ佐賀県に移した（以降の来歴については久光スプリングスを参照のこと）。

## エピソード
- 地元のサンテレビとの結びつきが強く、Vリーグ期間中に「オレンジアタッカーズアワー」として試合の録画中継を行っていた（1997年まで続く）。この模様は千葉テレビ等の一部他局でも放映された。
  - 当時、サンテレビはダイエー資本が強かったためであり、1989年-1993年と2001年には福岡市から当時のダイエーホークス主管試合も年20-30試合・サンテレビボックス席の時間に生中継したこともあった。
  - 球団スポンサーであるダイエーは試合（中継）前後のカウキャッチャー・ヒッチハイクとして企業CMを放送していた。しかし本編ではダイエー本体は提供せず、ダイエーとの取引関係がある企業（食品、生活用品メーカー他数社）が協賛についていた。

## 成績

### 主な成績
日本リーグ／Vリーグ
- 優勝 2回（1994年度、1997年度）
- 準優勝 2回（1985年度、1993年度）

黒鷲旗全日本選抜
- 優勝 5回（1986年、1992年、1996年、1998年、1999年）
- 準優勝 3回（1988年、1994年、1997年）

国民体育大会成年女子（6人制）
- 優勝 3回（1985年、1987年、1988年）
- 準優勝

### 年度別成績
| 大会名               | 大会名               | 順位                 | 参加チーム数         | 試合数 | 勝 | 敗 | 勝率  |
| -------------------- | -------------------- | -------------------- | -------------------- | ------ | -- | -- | ----- |
| 実業団リーグ         | 第16回 (1984/85)     | 優勝                 | 8チーム              | 14     | 14 | 0  | 1.000 |
| 日本リーグ           | 第19回 (1985/86)     | 準優勝               | 8チーム              | 21     | 15 | 6  | 0.714 |
| 日本リーグ           | 第20回 (1986/87)     | 3位                  | 8チーム              | 21     | 15 | 6  | 0.714 |
| 日本リーグ           | 第21回 (1987/88)     | 4位                  | 8チーム              | 14     | 9  | 5  | 0.643 |
| 日本リーグ           | 第22回 (1988/89)     | 5位                  | 8チーム              | 14     | 5  | 9  | 0.357 |
| 日本リーグ           | 第23回 (1989/90)     | 5位                  | 8チーム              | 14     | 5  | 9  | 0.357 |
| 日本リーグ           | 第24回 (1990/91)     | 6位                  | 8チーム              | 14     | 5  | 9  | 0.357 |
| 日本リーグ           | 第25回 (1991/92)     | 3位                  | 8チーム              | 20     | 10 | 10 | 0.500 |
| 日本リーグ           | 第26回 (1992/93)     | 5位                  | 8チーム              | 14     | 6  | 8  | 0.429 |
| 日本リーグ           | 第27回 (1993/94)     | 準優勝               | 8チーム              | 20     | 14 | 6  | 0.700 |
| 日本リーグ通算 (9年) | 日本リーグ通算 (9年) | 日本リーグ通算 (9年) | 日本リーグ通算 (9年) | 152    | 84 | 68 | 0.553 |
| Vリーグ              | 第1回 (1994/95)      | 優勝                 | 8チーム              | 21     | 16 | 5  | 0.762 |
| Vリーグ              | 第2回 (1995/96)      | 4位                  | 8チーム              | 21     | 17 | 4  | 0.809 |
| Vリーグ              | 第3回 (1996/97)      | 6位                  | 8チーム              | 21     | 10 | 11 | 0.476 |
| Vリーグ              | 第4回 (1997/98)      | 優勝                 | 8チーム              | 21     | 19 | 2  | 0.905 |
| Vリーグ              | 第5回 (1998/99)      | 5位                  | 10チーム             | 18     | 10 | 8  | 0.556 |
| Vリーグ              | 第6回 (1999/2000)    | 5位                  | 10チーム             | 18     | 10 | 8  | 0.556 |
| Vリーグ通算 (6年)    | Vリーグ通算 (6年)    | Vリーグ通算 (6年)    | Vリーグ通算 (6年)    | 120    | 82 | 38 | 0.683 |

## かつて在籍していた選手
- 男澤和江
- 椿本真恵
- 山内美加
- 辻知恵 （旧姓：名取）
- 坂本久美子
- 佐々木みき
- 吉原知子
- 斎藤真由美
- ヨーコ・ゼッターランド
- 鶴田桂子
- 先野久美子
- 高橋幸子
- 大村加奈子
- 関井陽子
- 満永ひとみ
- ミレヤ・ルイス
- フローラ・ハイマン
- カレン・ケムナー
- ポーラ・ワイショフ
- マガリ・カルバハル
- レグラ・トレス